# Natasha Stefanenko
Natasha Stefanenko, all'anagrafe Natal'ja Borisovna Stefanenko (in russo Наталья Борисовна Стефаненко?; Sverdlovsk, 18 aprile 1969), è un'attrice, conduttrice televisiva ed ex modella russa naturalizzata italiana.

## Biografia
Nata nella Russia Sovietica, da madre insegnante d'asilo e padre ingegnere nucleare bielorusso di origini ucraine impiegato presso un sito militare sovietico, è cresciuta a Sverdlovsk-45, una città segreta vicino a Sverdlovsk (oggi Ekaterinburg), negli Urali, dove fu sindaco per molti anni Boris El'cin. Si laurea in ingegneria metallurgica all'Università Nazionale di Scienza e Tecnologia di Mosca. Nonostante la poca considerazione per la propria bellezza, nel 1992 partecipa e vince il concorso The Look of the Year, svoltosi a Mosca. Alta 1,85 m e dal peso di 72 kg circa, inizia a fare la modella e si trasferisce a Milano.
Lavora come modella in campo pubblicitario, finché Beppe Recchia non la nota in un ristorante e la propone per il programma di Canale 5 La grande sfida. Lavora in televisione soprattutto in programmi di genere comico e fiction, per poi debuttare come attrice in film per il grande schermo. Tra i programmi televisivi da lei condotti figurano Per tutta la vita...? (Rai 1, 1997, con Fabrizio Frizzi), Target (Canale 5, 1998-1999), Festivalbar (2001, insieme ad Alessia Marcuzzi e Daniele Bossari), Convenscion (1999-2002, tre edizioni condotte con Enrico Bertolino), Taratata (quattro edizioni condotte insieme a Vincenzo Mollica). Dal 2005 lavora per Sky Italia, dove conduce alcuni programmi su Sky Vivo, e successivamente su Sky Uno e Cielo.
Tra le miniserie TV spicca Nebbie e delitti (Rai 2, 2005-2007-2009), in cui interpreta la parte di Angela Cornelio, eterna fidanzata del commissario Soneri (Luca Barbareschi), personaggio ispirato ai romanzi polizieschi di Valerio Varesi. Nel 2009 interpreta il ruolo di una badante russa, Akina, nella seconda stagione della sit-com di Rai 2 7 vite ed entra nel cast della serie TV di Canale 5 Distretto di Polizia 9. Nel 2019 conduce la XXX edizione di Musicultura assieme ad Enrico Ruggeri. 
Nel 2022 partecipa alla nona edizione di Pechino Express insieme a sua figlia Sasha, classificandosi seconda. Tra il 2022 e il 2023 prende parte a Alessandro Borghese - Celebrity Chef e a Back to School.

### Vita privata
Dal 1995 Stefanenko è sposata con l'imprenditore Luca Sabbioni, conosciuto due anni prima a una sfilata di Marta Marzotto quando anche lui faceva il modello; i due hanno una figlia, Sasha, e vivono nelle Marche a Sant'Elpidio a Mare.

## Filmografia

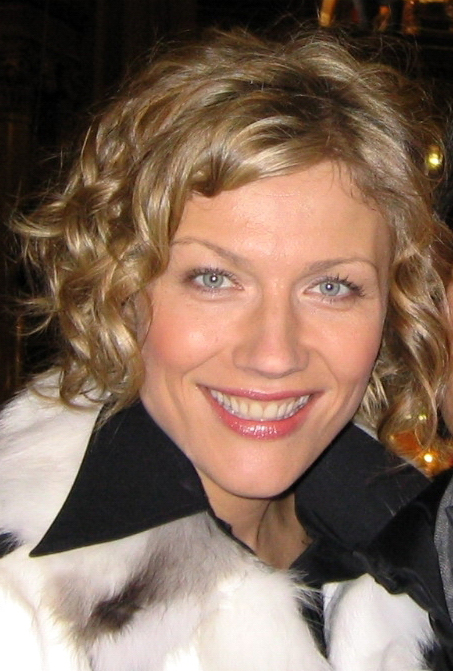
Natasha Stefanenko a Roma nel 2004

### Cinema
- La grande prugna, regia di Claudio Malaponti (1999)
- Ti spiace se bacio mamma?, regia di Alessandro Benvenuti (2003)
- In nome di Maria, regia di Franco Diaferia (2008)
- Ex - Amici come prima!, regia di Carlo Vanzina (2011)
- La mia banda suona il pop, regia di Fausto Brizzi (2020)

### Televisione
- Casa dolce casa – serie TV, episodio 3x15 (1994)
- Gioco di specchi, regia di José María Sánchez – film TV (2000)
- Nebbie e delitti, regia di Riccardo Donna – miniserie TV (2005-2009)
- Camera Café – sitcom, 1 episodio (2007)
- 7 vite – sitcom (2009)
- Distretto di Polizia – serie TV, 20 episodi (2009)
- Matrimoni e altre follie – serie TV (2016)

### Pubblicità
- Riello caldaie (1995)
- Acqua Vitasnella

## Programmi televisivi
- La grande sfida (Canale 5, 1992)
- Miss Italia (Rai 1, 1996, 2012) giurata
- Per tutta la vita...? (Rai 1, 1997, 2012)
- Scatafascio (Italia 1, 1997-1998)
- Target (Canale 5, 1998)
- Ciro, il figlio di Target (Italia 1, 1998-1999)
- Convenscion (Rai 2, 1999-2000)
- Millennium - La notte del 2000 (Rai 1, Rai 2, Rai 3, 1999)
- Taratata (Rai 1, 1999-2001)
- Premio Regia Televisiva (Rai 1, 2000)
- Festivalbar (Italia 1, 2001)
- SuperConvescion (Rai 2, 2001)
- Convescion a colori (Rai 2, 2002)
- Convescion Express (Rai 2, 2002)
- Trofeo Birra Moretti (Canale 5, 2003-2004)
- Le iene (Italia 1, 2004)
- Nel nome del cuore (Rai 2, 2004)
- 10 anni più giovani in 10 giorni (Sky Uno, 2005)
- Cambio vita... Mi trasformo! (Sky Uno, 2005)
- Cambio vita... Mi sposo! (Sky Uno, 2005)
- Mi ha lasciato... Cambio vita! (Sky Uno, 2005)
- Cambio vita... Torno in forma! (Sky Uno, 2006)
- La festa della mamma (Rai 2, 2006)
- Venice Music Awards (Rai 2, 2006)
- Il gol sopra Berlino (LA7, 2006)
- BravoGrazie (Rai 2, 2007)
- Italia's next top model (Sky Vivo, 2007-2011)
- Top Model po-russki (You-tv, 2014)
- Premio Campiello (Rai 5, 2017)
- Adesso il capo sono io! (La5, 2019)
- Musicultura (Rai 3, 2019)
- Ci vediamo al cavallo (Rai 2, 2020)
- Alessandro Borghese - Celebrity Chef (TV8, 2022) - concorrente
- Pechino Express - La rotta dei sultani (Sky Uno, 2022) - concorrente
- Back to School 2 (Italia 1, 2023) - concorrente

## Libri
- Ritorno nella città senza nome (2023)